# KrAZ-250
Der KrAZ-250 (ukrainisch КрАЗ-250) ist ein Lastkraftwagen des sowjetischen Herstellers KrAZ und die zivile Ausgabe ohne Allradantrieb des KrAZ-260. Er wurde von 1978 bis 1992 produziert und danach durch mehrere Lastwagenmodelle abgelöst, zum Beispiel dem KrAZ-64431. Das Fahrzeug konnte beispielsweise als Unterbau für Mobilkräne genutzt werden.

## Fahrzeuggeschichte

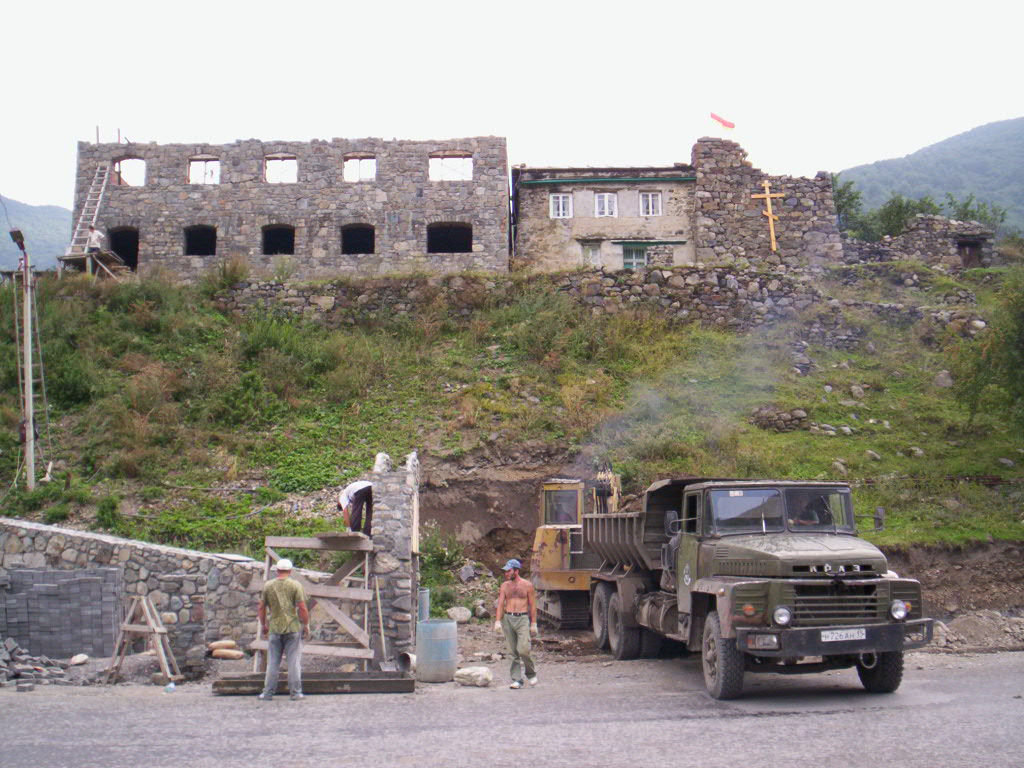
Ein KrAZ-250 als Basis für einen Kipper (2005)

Bereits in den frühen 1960er-Jahren gab es einen neuen Prototyp eines Lastwagens bei KrAZ, auf dem später der KrAZ-250 aufbaute. Zwei Exemplare wurden gefertigt.
Grundsätzlich ist das Fahrzeug technisch dem Vorgängermodell KrAZ-257 sehr ähnlich, das über die gesamte Produktionszeit hinweg noch parallel angeboten wurde. Durch die moderner geformte Fahrerkabine unterscheidet sich der KrAZ-250 optisch jedoch stark von seinem Vorgänger. Auch eine Variante mit einem um 80 Zentimeter verlängerten Radstand wurde angeboten. Die Elektrik und die Bremsanlage wurden überarbeitet.
Einen direkten und ausschließlichen Nachfolger gibt es für das Fahrzeug nicht. Ähnlich sind die Modelle KrAZ-64431 als Zugmaschine und KrAZ-6510 als Kipper, die beide seit den 1990er-Jahren gefertigt werden. Sie verwenden den gleichen Motor und verfügen auch über den gleichen Radstand wie der KrAZ-250.
Auf Basis des Fahrgestells wurde auch der Prototyp eines Feuerwehrfahrzeugs gefertigt.

## Technische Daten
Alle Daten für das Fahrgestell.
- Motor: Achtzylinder-Dieselmotor
- Motortyp: JaMZ-238M2
- Hubraum: 14,86 l
- Leistung: 240 PS (177 kW)
- Drehmoment: 883 Nm
- Treibstoffverbrauch: 35 l/100 km (bei 60 km/h)
- Tankinhalt: 2 × 165 l
- Höchstgeschwindigkeit: 75 bis 80 km/h
- Bremsweg: 17,2 m aus 40 km/h
- Radius des Wendekreises: 12 m
- Antriebsformel: 6×4

Abmessungen
Die Daten in Klammern gelten für das Modell mit kürzerem Radstand, soweit bekannt.
- Länge: 9560 mm
- Breite: 2500 mm
- Höhe über Fahrerhaus: 220 mm
- Spur (vorne): 1970 mm
- Spur (hinten): 1830 mm
- Bodenfreiheit: 270 mm
- Radstand: 4880 mm + 1400 mm (4080 mm + 1400 mm)

Gewichte
- Nutzlast ohne Aufbau: 14.575 kg (14.725 kg)
- Nutzlast mit Pritsche: 13.300 kg
- Leergewicht: 9200 kg (9050 kg)
- Zulässiges Gesamtgewicht: 24.000 kg
- Achslast vorne (unbeladen): 4580 kg (4550 kg)
- Achslast hinten (Doppelachse unbeladen): 4620 kg (4500 kg)